# Propustularia surinamensis
Propustularia surinamensis är en snäckart som först beskrevs av G. Perry 1811.  Propustularia surinamensis ingår i släktet Propustularia och familjen Cypraeidae. Inga underarter finns listade i Catalogue of Life.